# Dia Internacional para a Abolição da Escravatura
O Dia Internacional para a Abolição da Escravatura é um evento anual em 2 de dezembro, organizado desde 1986 pela Assembleia Geral das Nações Unidas.
A Convenção para a Supressão do Tráfico de Pessoas e da Exploração da Prostituição de Outrem foi aprovada pela Assembleia Geral das Nações Unidas em 2 de dezembro de 1949. Além disso, pela resolução 57/195 de 18 de dezembro de 2002, a Assembleia proclamou 2004 como o Ano Internacional para Comemorar a Luta contra a Escravidão e sua Abolição.
O objetivo do dia é exigir a erradicação das formas contemporâneas de escravatura, como o tráfico de seres humanos, a exploração sexual, o trabalho infantil, o casamento forçado e o recrutamento de crianças para utilização em conflitos armados.
Para comemorar a Convenção, um relatório do Grupo de Trabalho da ONU para a Escravatura recomendou em 1985 que o dia 2 de dezembro fosse proclamado “Dia Mundial para a Abolição da Escravatura” em todas as suas formas. Por esta razão, de 1985 a 1994 foi celebrado o “Dia Mundial Antiescravatura” e em 1995 foi renomeado como “Dia Internacional da Abolição da Escravatura”.
Por ocasião da celebração, em 2004, do Ano Internacional de Comemoração da Luta contra a Escravatura e a sua Abolição, foram reforçados os mecanismos internacionais de combate à escravatura e as organizações internacionais desenvolveram novas estratégias para a abolição da escravatura. Em 2007, a Assembleia das Nações Unidas decidiu designar também o dia 25 de março como o Dia Internacional em Memória das Vítimas da Escravidão e do Tráfico Transatlântico de Escravos, celebrado anualmente desde 2008.
Todos os anos, milhões de pessoas, na sua maioria mulheres e menores, são enganadas, vendidas, coagidas ou sujeitas de alguma forma a situações de exploração das quais não conseguem escapar. Constituem a mercadoria de uma indústria global que movimenta milhares de milhões de dólares e dominada por grupos de criminosos organizados que muitas vezes operam com impunidade.